# Beata Tyszkiewicz

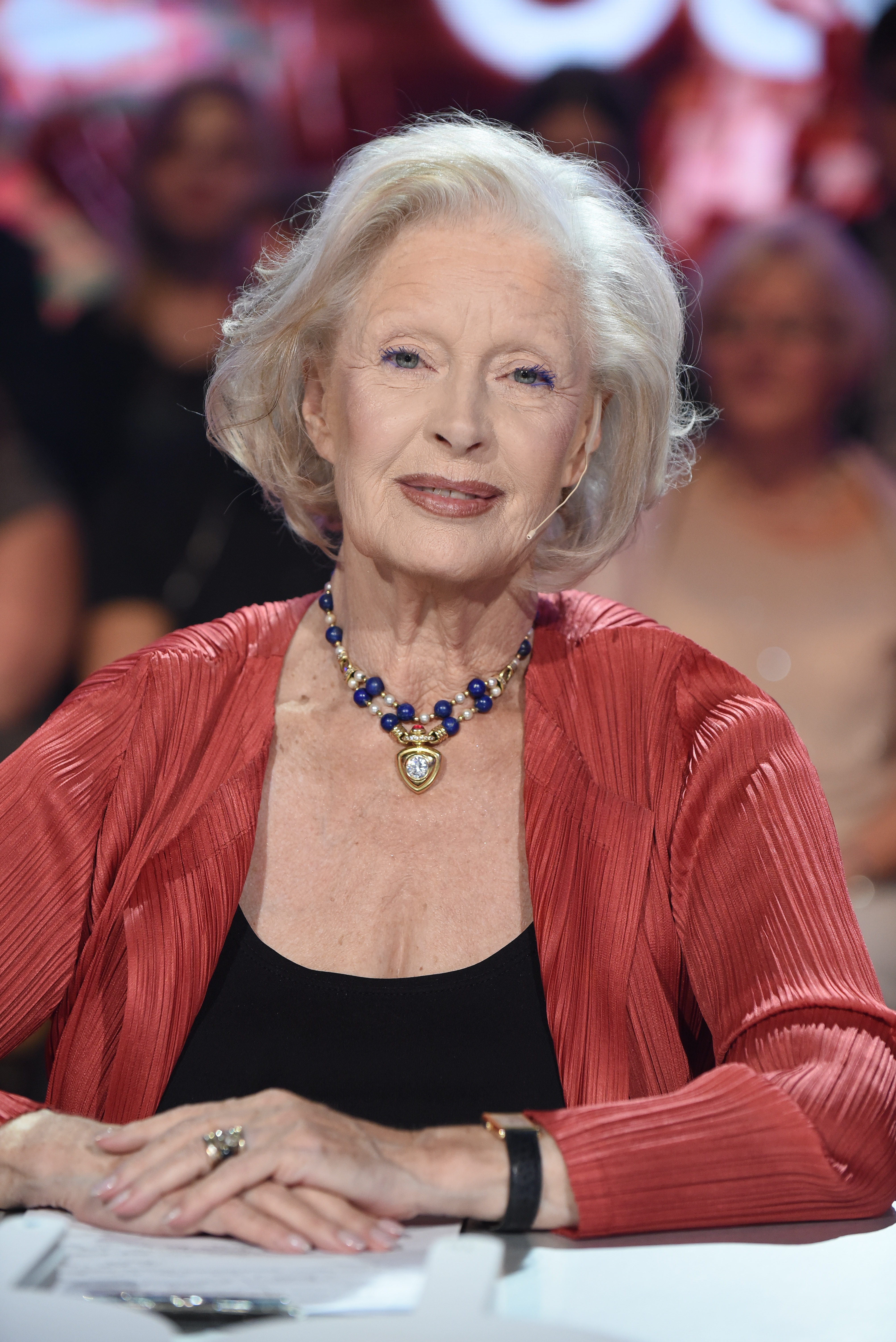
Beata Tyszkiewicz 2015

Beata Maria Helena Tyszkiewicz (* 14. August 1938 in Wilanów) ist eine polnische Schauspielerin.

## Leben
Beata Tyszkiewicz gab ihr Filmdebüt als 16-jährige Schülerin in der Klassiker-Verfilmung Zemsta nach Aleksander Fredro. Die Dreharbeiten begannen im März 1955. Anschließend ging Beata Tyszkiewicz zurück an ihre Schule, wurde allerdings aufgrund ihrer adligen Herkunft nicht zur Abiturprüfung zugelassen. Das Abitur machte sie schließlich an einer katholischen Klosterschule. Von 1957 bis 1958 studierte sie Schauspiel an der Staatlichen Schauspielschule PWST in Warschau. Auch hier wurde sie nach einem Jahr aus der Schule entlassen. 1960 kehrte sie zum Film zurück.  Erst 1973 erhielt sie ohne jegliche Prüfung aufgrund ihrer erfolgreichen Filmarbeit das Schauspieldiplom vom Ministerium für Kultur und Kunst.
Ihre Rolle der Dona Rebeca Uzeda in Die Handschrift von Saragossa von Wojciech Has etablierte sie als Charakterdarstellerin. Sie spielte in den 1960er Jahren mehrfach adlige Damen und trat ab dieser Zeit auch im Ausland, darunter in Belgien, Ungarn, der DDR, Frankreich und Italien, auf. In den 1970er Jahren war Tyszkiewicz auch in Fernsehproduktionen und -serien wie Wojciech Solarz’ Wielka miłość Balzaka (1972) zu sehen. In den 1980er Jahren überwogen Rollen in Komödien, doch auch ihre Darstellung der kalten Wissenschaftlerin Berna in Sexmission (1983) überzeugte.
Beata Tyszkiewicz war mit dem polnischen Regisseur Andrzej Wajda verheiratet. Deren Tochter Karolina Wajda ist ebenfalls Schauspielerin und Regieassistentin ihres Vaters.

## Filmographie

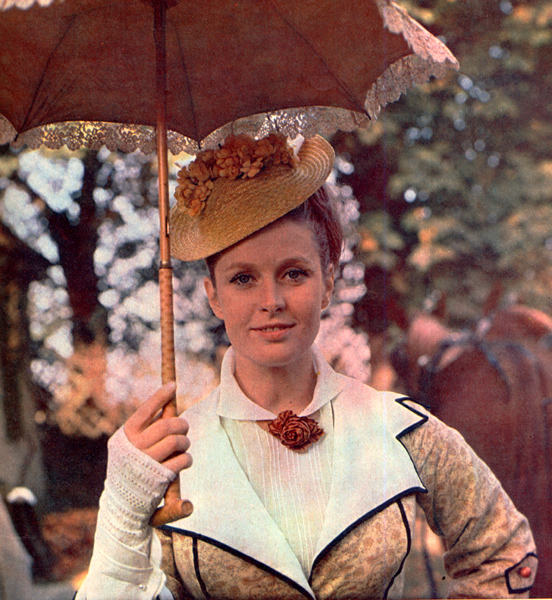
Beata Tyszkiewicz
1968 in dem Film Die Puppe (Originaltitel: Lalka)

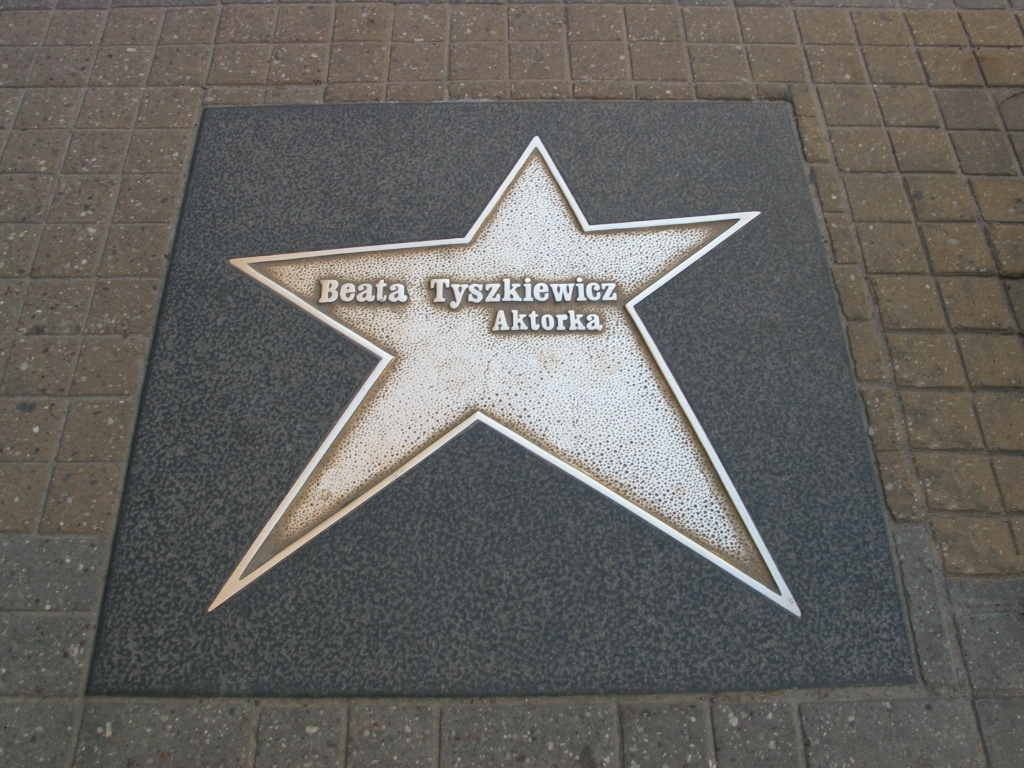
Tyszkiewicz’ Stern auf dem Walk of Fame in Łódź

### Polnische Produktionen
- 1957: Zemsta – Regie: Leonard Buczkowski
- 1959: Das gemeinsame Zimmer (Wspólny pokój) – Regie: Wojciech Has
- 1960: Die Schöne aus der Hauptstadt (Szklana góra) – Regie: Paweł Komorowski und Barbara Sass
- 1961: Die unvergessene Nacht (Dziś w nocy umrze miasto) – Regie: Jan Rybkowski
- 1961: Sein großer Freund (Odwiedziny prezydenta)
- 1961: Samson – Regie: Andrzej Wajda
- 1962: Allerseelen (Zaduszki) – Regie: Tadeusz Konwicki
- 1963: Die Frau, die man nie vergessen kann (Naprawdę wczoraj)
- 1964: Der erste Tag der Freiheit (Pierwszy dzień wolności) – Regie: Aleksander Ford
- 1964: Begegnung mit einem Spion (Spotkanie ze szpiegiem)
- 1965: Die Handschrift von Saragossa (Rękopis znaleziony w Saragossie) – Regie: Wojciech Has
- 1965: Legionäre (Popioły) – Regie: Andrzej Wajda
- 1966: Maria und Napoleon (Marysia i Napoleon) – Regie: Leonard Buczkowski
- 1968: Die Puppe (Lalka) – Regie: Wojciech Has
- 1969: Alles zu verkaufen (Wszystko na sprzedaż) – Regie: Andrzej Wajda
- 1975: Nächte und Tage (Noce i dnie) – Regie: Jerzy Antczak
- 1980: Die Braut sagt nein (Kontrakt) – Regie: Krzysztof Zanussi
- 1981: Selbstverteidigung (W obronie własnej)
- 1981: Mniejsze niebo – Regie: Janusz Morgenstern
- 1984: Sexmission (Seksmisja) – Regie: Juliusz Machulski
- 1984: Synthesis – Regie: Maciej Wojtyszko
- 1985: Retourkutsche  (Vabank II, czyli riposta) – Regie: Juliusz Machulski
- 1986: Die Komödiantin (Komediantka)
- 1988: King Size (Kingsajz) – Regie: Juliusz Machulski
- 1991: V.I.P. – Regie: Juliusz Machulski
- 1992: Piękna nieznajoma – Regie: Jerzy Hoffman
- 1992: Der Klang der Stille (The Silent Touch) – Regie: Krzysztof Zanussi
- 1998: Złoto dezerterów – Regie: Janusz Majewski
- 1998: Die Deutschen – Regie: Zbigniew Kamiński
- 1999: Krugerandy – Regie: Wojciech Nowak
- 2000: Zakochani – Regie: Piotr Weresniak
- 2006: Plac Zbawiciela – Regie: Krzysztof Krauze
- 2007: Ryś – Regie: Stanisław Tym

### Internationale Produktionen
- 1966: Der Mann, der sich die Haare kurz schneiden ließ (De Man die zijn haar kort liet knippen) – Regie: André Delvaux
- 1969: Ein Adelsnest – Regie: Andrei Konchalowski
- 1969: Az Idö ablakai – Regie: Tamás Fejér
- 1970: Egy örült éjszaka – Regie: Ferenc Kardos
- 1970: Galante Geschichten (Szep magyar komedia) – Regie: Tamás Banovich
- 1974: Wahlverwandtschaften – Regie: Siegfried Kühn
- 1977: Schach von Wuthenow (Fernsehfilm) – Regie: Richard Engel
- 1979: Zuhause in einem fremden Land (Útközben) – Regie: Márta Mészáros
- 1980: Don Juan – Karl-Liebknecht-Str. 78 – Regie: Siegfried Kühn
- 1983: Edith und Marcel (Edith et Marcel) – Regie: Claude Lelouch
- 1984: Eine europäische Geschichte – Regie: Igor Gostev
- 1984: Louisiana – Regie: Philippe de Broca
- 1987: Úsmev diabla – Regie: Ján Zeman
- 1988: Bernadette – Das Wunder von Lourdes – Regie: Jean Delannoy
- 1989: Deux – Regie: Claude Zidi
- 1990: Rosamunde – Regie: Egon Günther
- 1993: Die kleine Apokalypse (La Petite apocalypse) – Regie: Constantin Costa-Gavras
- 1998: Bride of War – Regie: Peter Edwards
- 2001: V avguste 44-go – Regie: Michail Ptaschuk
- 2002: Paradox Lake – Regie: Przemysław Reut